# Ruth Ware
Ruth Ware (ur. w 1977 roku w Lewes) – alias Ruth Warburton, brytyjska pisarka, autorka thrillerów psychologicznych. Dwie z jej powieści - "W ciemnym, mrocznym lesie" oraz "Kobieta z kabiny dziesiątej" znalazły się na listach dziesięciu najlepszych bestsellerów brytyjskiego dziennika Sunday Times oraz The New York Times. Reprezentowana przez Eve White z Eve White Literary Agency. Zaczęła pisać pod pseudonimem Ruth Ware, aby odróżnić swoje powieści kryminalne od powieści fantasy young-adult publikowanych pod jej prawdziwym nazwiskiem Ruth Warburton.

## Życie prywatne
Ruth Ware urodziła się w 1977 roku i dorastała w Lewes. Studiowała anglistykę na Uniwersytecie w Manchesterze.
Przed karierą pisarską Ware pracowała jako kelnerka, sprzedawca książek i publicystka. Spędziła również nieco czasu w Paryżu nauczając języka angielskiego jako języka obcego. 
Mieszka pod Brighton z rodziną. 

## Wczesna kariera
Przed rozpoczęciem kariery pisarskiej jako Ruth Ware autorka napisała pięć powieści fantasy young-adult jako Ruth Warburton. Wszystkie zostały opublikowane przez Hodder's Children Books.
- A Witch Alone (2013)
- A Witch in Winter (2013)
- A Witch in Love (2013)
- Witch Finder (2014)
- Witch Hunt (2014)

Żadna z tych książek nie ukazała się w języku polskim.

## Styl pisania
W książkach kryminalnych Ware jej styl pisania często porównywany jest do stylu Agathy Christie.. Autorka przyznała, że niektóre aspekty jej pisarstwa są bezpośrednio inspirowane twórczością Christie. Protagoniści Ware to zazwyczaj zwykłe kobiety, które znajdują się w niebezpiecznej sytuacji związanej z przestępstwem. Jej dwie pierwsze powieści przedstawiają tajemnicze morderstwo z grupą ludzi uwięzionych lub w inny sposób pozbawionych możliwości ucieczki od niebezpieczeństwa. Christie znana była z wykorzystywania tego motywu fabularnego w takich powieściach jak "Morderstwo w Orient Expressie" czy "I nie było już nikogo". Zarówno Ware, jak i Christie wybierają scenerię i sytuacje, które sprzyjają poczuciu grozy. Stwarzają poczucie izolacji w miejscu, w którym rozgrywają się wydarzenia.

## Twórczość
W Polsce prawa do wydawania książek Ware ma aktualnie Wydawnictwo Czwarta Strona i to ono dokonało wznowień i wydań większości jej książek. Jedynie Gra w kłamstwa jest na polskim rynku dostępna jedynie z wydania Wydawnicta Prószyński i S-ka. 
Aktualnie napisane i wydane przez autorkę zostały: 
- W ciemnym, mrocznym lesie (ang. In a Dark, Dark Wood, 2015)
- Kobieta z kabiny dziesiątej (ang. The Woman in Cabin 10, 2016)
- Gra w kłamstwa (ang. The Lying Game, 2017)
- Śmierć Pani Westaway (ang. The Death of Mrs Westaway, 2018)
- Pod kluczem (ang. The Turn of the Key, 2019)
- Jedno po drugim (ang. One by One, 2020)
- Ta dziewczyna (ang. The IT Girl, 2022)
- Zero Days (2023)[11]
- One Perfect Couple (2024)

## Adaptacje
Kilka książek autorki zostało wybranych do ekranizacji. 
- W ciemnym, mrocznym lesie: New Line Cinema nabyło prawa do filmu. Producentem jest firma Pacific Standard[12].
- Kobieta z kabiny dziesiątej: CBS nabyło prawa do filmu. Producentem ma zostać Gotham Group. Związana z filmem ma być scenarzystka Hillary Seitz[13].
- Gra w kłamstwa: prawa do filmu nabyło Entertainment One[14].
- Zero Days: Universal International Studios nabył prawa do wydania serii[15].

## Nagrody i wyróżnienia
Kilka z powieści Ware wygrywało lub było nominowane do różnych nagród:
- W ciemnym, mrocznym lesie
  - wybory BEA Buzz Panel
  - nagroda dla najlepszej książki 2015 roku NPR
  - nagroda dla najlepszej powieści sensacyjnej RT Reviewer's Choice Award
- Kobieta z kabiny dziesiątej
  - nominowana w 2016 roku w Goodreads Choice Awards dla najlepszego kryminału i thrillera
  - finalista Book of the Year 2016 przez Book of the Month[16][17][18]
- Jedno za drugim
  - nominowana do nagrody Ian Fleming Steel Dagger w konkursie Crime Writers Association Awards[19]

## Odbiór krytyków
Recenzje książek Ruth Ware są generalnie pozytywne. The Independent nazwał W ciemnym, mrocznym lesie "najgorętszą powieścią kryminalną tego roku", a Gre w kłamstwa ocenił w recenzji na 4 gwiazdki. The Guardian pochwalił W ciemnym, mrocznym lesie, a zakończenie nazwał "hipnotyzującym". 